# Naturwald Knetzberge-Böhlgrund
Der Naturwald Knetzberge-Böhlgrund ist ein Naturwald im nördlichen Steigerwald. Er liegt in Knetzgau und Sand am Main, beides Gemeinden im unterfränkischen Landkreis Haßberge, südlich des Ortes Zell am Ebersberg und erstreckt sich über eine Fläche von etwa 847 Hektar. Dieses Gebiet verbindet die beiden Naturwaldreservate Böhlgrund und Mordgrund. Ausgewiesen im Jahr 2020, zählt es zu den größten, zusammenhängenden und bedeutendsten Schutzgebieten Bayerns.

## Geographische Lage
Das Schutzgebiet erstreckt sich an der nordöstlichen Abdachung des Steigerwaldes und umfasst einen Großteil des Bachverlaufs des Stöckigsbachs, welcher nordöstlich nach nordöstlichem Lauf in den Main mündet. Der Naturwald liegt zwischen den Ortsteilen Zell am Ebersberg, Eschenau, Fabrikschleichach, Oberschleichach und Neuschleichach und umfasst mehrere Waldgebiete. Darunter fallen der Neuhauser Forst, der Zeller Forst-West sowie der Fabrik-Schleichacher Forst-Nordost, ehemals gemeindefreie Gebiete. Die Gemarkungen Neuhauser Forst in der Gemeinde Knetzgau sowie die von Zell am Ebersberg liegen innerhalb des Naturwaldes.
Das gesamte Gebiet gehört zum FFH-Gebiet Buchenwälder und Wiesentäler des Nordsteigerwalds sowie zum Vogelschutzgebiet Oberer Steigerwald. In diesem Schutzgebiet befinden sich markante Berge wie der Große Knetzberg (488 m ü. NHN), der Kleine Knetzberg (447 m ü. NHN), der Hollacher Berg (409 m ü. NHN), der Trauberg (383 m ü. NHN) sowie der Ebersberg (450 m ü. NHN) im Osten des Schutzgebietes. Der Naturwald Knetzberge-Böhlgrund wird am südöstlichen Rand von den nördlichen Bergrücken des Euerberges (491 m ü. NHN) sowie vom Beerberg (476 m ü. NHN) begrenzt.
Neben dem Stöckigsbach fließen auch der Marsbach, der Torwiesenbach, der Eisenbach, der Farnbach und das Schwarzbächlein durch das Gebiet. Südlich grenzen die Naturwälder Wotansborn und Kleinengelein sowie das Naturschutzgebiet Weilersbachtal an den Naturwald an. Östlich des Gebiets entspringt die Aurach, ein Zufluss der Regnitz, und westlich liegt das Forsthaus Neuhaus. Der höchste Punkt im Naturwald Knetzberge-Böhlgrund markiert der Große Knetzberg mit einer Höhe von 488 m ü. NHN. Der niedrigste Punkt liegt nahe dem Waldende kurz vor dem Ort Zell am Ebersberg auf einer Höhe von 269 m ü. NHN.

## Schutzstatus und Einordnung
In Naturwaldreservaten und Naturwäldern wird außer für notwendige Maßnahmen des Waldschutzes und der Verkehrssicherung keine Bewirtschaftung oder Holzentnahme betrieben. Die Initiative des Volksbegehrens „Artenvielfalt & Naturschönheit in Bayern“ im Jahr 2019 führte dazu, dass die Bayerische Staatsregierung beschloss, zehn Prozent des Staatswaldes aus der Nutzung zu nehmen. Als Folge dieser Initiative kündigte die Regierung die Ausweisung eines etwa 1000 Hektar großen Schutzgebiets im Steigerwald an.
Vor der Ausweisung wurden bereits viele kleine Teilflächen des heutigen Naturwalds Knetzberge-Böhlgrund als Klasse-1-Wald aus der Nutzung genommen. Dies geschah aufgrund des Vorhandenseins alter naturnaher Eichen- und Buchenwälder in einzelnen Waldabteilungen, wie der Walabteilung Knetzberg im Norden des Naturwaldes. Die Wahl fiel aus ökonomischen Gründen auf den Böhlgrund für die Ausweisung als Naturwald, da dieser forstwirtschaftlich schwierig bis kaum nutzbar ist. Im Juni 2020 wurde dieses Großprojekt umgesetzt.
Der Naturwald Knetzberge-Böhlgrund ist Teil der bundesweiten Flächenkulisse der natürlichen Waldentwicklung und trägt zum Ziel langfristig fünf Prozent der Wälder aus der Nutzung zu nehmen, bei. International lässt sich das Gebiet schwierig einordnen, da das Gebiet nicht an die IUCN gemeldet und wahrscheinlich auch nicht deren Größenkriterien für Wildnisgebiete erfüllt. Der Naturwald ist aber ein theoretisches Potenzialgebiet für ein Wildnisgebiet der Kriterien des Bundesamtes für Naturschutz, da das Schutzgebiet Teil eines großflächigen Waldgebietes im nordöstlichen Teil des Steigerwaldes ist.

## Geologie und Klima
Der Naturwald Knetzberge-Böhlgrund liegt in einer abwechslungsreichen Landschaft aus Hügeln, steilen Hängen und tiefen Schluchten. Das Gebiet ist geprägt durch geologische Schichten des Mittleren Keuper, darunter Myophorien- und Estherienschichten sowie die höher gelegenen Schilfsandstein-, Lehrberg- und Blasensandsteinschichten. In den höheren Lagen, wie an den Knetzbergen und dem Hollacher Berg, dominieren Lehrberg- und Blasensandsteinschichten. Die Böden basieren auf Ton- und Sandsteinen des Gipskeupers sowie des Sandsteinkeupers und bieten eine Vielzahl an Standortbedingungen.
Die Böden setzen sich oft aus Feinlehmen oder Lehmen über Ton zusammen. Stellenweise, etwa an südlichen Hängen wie am Großen Knetzberg und an einigen Bereichen im Osten und Südwesten des Naturwaldes, entstehen durch hangnahes Wasser Stauwasserböden. In den Tälern und Schluchten tragen Quellen zur guten Wasserversorgung bei, während entlang der Bäche nährstoffreiche, grundwasserbeeinflusste Böden mit ganzjähriger Wasserführung auftreten. Diese Kombination aus geologischen und hydrologischen Faktoren sorgt für eine hohe Standortvielfalt, die verschiedenen Waldlebensräumen Raum bietet.
Das Klima im Naturwald bildet eine Übergangszone zwischen den subkontinentalen Bedingungen des Steigerwaldvorlandes und dem subozeanischen Klima des Höhensteigerwaldes. Dies führt zu gemäßigten Jahrestemperaturunterschieden. Die Sommer sind wechselhaft, von kühl und regenreich bis hin zu Phasen mit Trockenheit, während im Winter Schnee und Bodenfrost häufig sind. Langfristige Klimadaten zeigen eine durchschnittliche Jahrestemperatur von 8,1 °C und einen Jahresniederschlag von 765 mm (Messzeitraum 1988–2017). Zwischen 1961 und 2020 stieg die mittlere Jahrestemperatur um 1,1 °C an, während die Niederschlagsmengen stabil blieben. Die nächsten Wetterstationen des Deutschen Wetterdienstes (DWD) befinden sich in Fatschenbrunn und Ebrach und liefern die klimatologischen Daten für die Region.

## Charakteristik
Der Naturwald Knetzberge-Böhlgrund zeichnet sich durch eine außergewöhnliche Vielfalt an Baumarten aus, die maßgeblich durch tonige und labile Böden beeinflusst wird. Diese begrenzen die Dominanz der Rotbuche, die dennoch einen bedeutenden Anteil der Waldfläche einnimmt. Zu 38,2 % kommt die Buche vor, gefolgt von der Eiche mit 25,8 %. Sonstiges Laubholz macht 12,3 % aus, während Edellaubholz, darunter Arten wie Bergahorn, Linde und Elsbeere, 10,2 % umfasst. Nadelbäume spielen eine untergeordnete Rolle: Kiefer (6,5 %) ist am häufigsten vertreten, gefolgt von Lärche (4,2 %), Fichte (1,7 %), Douglasie (0,7 %) und Tanne (0,2 %).
Die Wälder sind reich an Struktur und Biotopbäumen, was sie zu einem wertvollen Lebensraum für zahlreiche Arten macht. Besonders in den nährstoffreichen Tal- und Hangbereichen dominiert im Frühjahr der Bärlauch die Krautschicht. Charakteristische Waldgesellschaften im Gebiet sind Hainsimsen-Buchenwälder, Waldmeister-Buchenwälder, Labkraut-Eichen-Hainbuchenwälder, bachbegleitende Erlen-Eschenwälder, Schluchtwälder und Quellwälder.
Der Naturwald weist eine auffällige Altersstruktur auf: Über die Hälfte der Bestände ist älter als 100 Jahre, 17 % sind sogar mehr als 160 Jahre alt. In den jüngeren Altersklassen bis 60 Jahre sind Edellaubhölzer mit bis zu 30 % besonders präsent. In älteren Beständen ab 140 Jahren dominiert die Eiche, deren Anteil bei über 50 % liegt. Die natürliche Verjüngung des Waldes schreitet voran: 40 % der Fläche zeigt eine neue Waldgeneration, die vor allem von der Buche geprägt ist. Die Eiche hingegen verjüngt sich bisher nur begrenzt, während nicht-heimische Arten wie die Douglasie keine nennenswerte Verjüngung aufweisen.
Die Totholzmenge liegt bei etwa 33 m³/ha und übertrifft damit den bayernweiten Durchschnitt von 21 m³/ha deutlich. Etwa 19 m³/ha entfallen auf stehendes Totholz, 14 m³/ha auf liegendes. Diese Werte zeigen einen positiven Trend, da die Totholzmengen im Vergleich zu früheren Erhebungen gestiegen sind. Der durchschnittliche Holzvorrat im Naturwald beträgt 342 m³/ha und liegt damit über dem regionalen Durchschnitt des Forstbetriebes Ebrach von 305 m³/ha. Die Buche trägt aufgrund ihrer Verbreitung den Hauptanteil am Gesamtvorrat.

## Forschung und Artnachweise
Im Rahmen des Eichen-Ringelprojektes im Naturwald Knetzberge-Böhlgrund an den beiden Knetzbergen wurde eine umfassende Erhebung xylobionter Käfer durchgeführt, bei der insgesamt 10.595 Exemplare identifiziert werden konnten – das entspricht etwa 50 % der bekannten Fauna im Nordsteigerwald.
Insgesamt wurden 301 Arten erfasst, wovon 22 bisher nicht im Nordsteigerwald verzeichnet waren, darunter auch die geschützte FFH-Anhang-Art Hirschkäfer. Zusätzlich wurden drei Arten erstmals für Ebrach dokumentiert und 41 gefährdete Arten, die in der Roten Liste Deutschlands aufgeführt sind, identifiziert.
Bemerkenswert ist zudem, dass im Naturwald neun sogenannte Urwaldreliktarten nachgewiesen wurden, von denen eine Art zuvor als ausgestorben galt. Zu diesen Relikten zählen unter anderem der Breitschulterbock, der Bluthalsschnellkäfer, Oxylaemus variolosus, der Buchenmulm-Zwergstutzkäfer, Cerophytum elaterolides, Gasterocercus depressirostris, Ipidia binotata, Hesperus rufipennis und Quedius truncicola Fairm.
Neben diesen Arten wurde auch der Große Goldkäfer festgestellt sowie der streng geschützte Scharlachrote Plattkäfer.
Der Knetzberg selbst stellt einen bedeutenden Standort für xylobionte Käferarten auf Landes- und Bundesebene dar, da er Reliktarten lichter Wälder beherbergt, die in den dichten Rotbuchenwäldern nicht vorkommen. Schätzungen zufolge könnten bis zu 600 xylobionte Arten im Knetzberg existieren.
Dabei prägen vor allem Borkenkäfer, Nutzholzborkenkäfer und Eichenkernkäfer das regionale Käferinventar, während Prachtkäfer in diesem Ökosystem weniger präsent sind. Die spezifischen Lebensbedingungen und das Vorhandensein von Reliktarten machen den Knetzberg zu einem einzigartigen Lebensraum mit herausragender ökologischer Bedeutung.

## Naturschutzgebiet und Naturwaldreservat
Teil des Naturwald Knetzberg-Böhlgrunds ist das Naturschutzgebiet Mordgrund sowie die beiden Naturwaldreservate Böhlgrund und Mordgrund. Das Naturwaldreservat Böhlgrund ist für den naturnahen Verlauf des Stöckigsbach (Böhlbach) bekannt. Es war 2010 bei der Ausweisung das größte Naturwaldreservat außerhalb der Alpen. Die Wälder im Naturwaldreservat sind nahezu gleich alt und dürften auf umfangreiche Abholzungen vor etwa 100 Jahren zurückzuführen sein. 
Aufgrund der schwierigen Bodenverhältnisse wurden Teile des Reservats in den letzten 50 Jahren nur selten bewirtschaftet. In regelmäßigen Abständen finden im Reservat forstliche Bestandsaufnahmen statt, um die Entwicklung des Holzvorrats, das für viele Tier- und Pilzarten wichtige Totholz und die Verjüngung zu untersuchen. 
Die jüngste Bestandsaufnahme im Jahr 2010 ergab einen durchschnittlichen Holzvorrat von 352 Festmetern pro Hektar. Die Menge an Totholz betrug 25 Festmeter pro Hektar. Das Naturwaldreservat Mordgrund wurde 2002 ausgewiesen und beinhaltet die dicksten Buchen des Großschutzgebietes.

## Kritiker und Befürworter
Diverse Naturschutzverbände wie z. B. der Bund Naturschutz oder die örtlichen nationalparkfreundlichen Vereine begrüßten die Ausweisung des Schutzgebietes im nördlichen Steigerwald, da sich dieses Gebiet gut in einen Nationalpark integrieren lassen würde. Gegner des Naturwaldes sehen in ihm einen Kompromiss der nun seit Jahren anhaltenden Nationalpark-Diskussionen rund um den nördlichen Steigerwald.
Der Forstbetrieb Ebrach präferiert nach wie vor die Umsetzung von Trittsteingebieten, die sich max. über 20 Hektar erstrecken und bereits jetzt über ganz Bayern verteilt sind. Laut diversen Medienberichten eignet sich der Naturwald Knetzberge-Böhlgrund nicht für ein Buchenwald-Weltnaturerbe, da es sich hierbei um einen 100–200 Jahre alten Buchenmischwald handelt. 
Viele Naturschutzverbände fordern daher umgehend, den Hohe Buchener Wald bei Ebrach, der bereits ein Naturschutzgebiet war, wieder als eines auszuweisen, um ein Weltnaturerbe im Steigerwald zu realisieren. Das Gebiet des Naturwaldes würde sich in einen möglichen Nationalpark Steigerwald integrieren lassen.

## Bodendenkmäler
Im Naturwald Knetzberge-Böhlgrund gibt es viele historische Stätten. Auf dem Großen und Kleinen Knetzberg wurden Überreste von Höhensiedlungen und Wallanlagen aus der Bronzezeit gefunden. Der Große Knetzberg war wahrscheinlich ein religiöses Zentrum und einer der wichtigsten Fundorte für die Urnenfelderzeit. Auf dem Kleinen Knetzberg diente die Höhenbefestigung wahrscheinlich zur Überwachung des Handelsweges Main. 
Im Naturwaldreservat Mordgrund gibt es sechs Grabhügel der Hallstattzeit. Im Tal des Böhlbachs gibt es das mittelalterliche Heidenschloss, das als Fundort von Schachfiguren aus dem 12. Jahrhundert bekannt ist. Die mittelalterliche Burgruine Ebersberg wurde als Wachturm für berittene Boten erbaut und später als Sitz der Amtsmänner des Bamberger Bischofs genutzt, bevor sie während der Bauernkriege zerstört und später abgerissen wurde.
Innerhalb des Großschutzgebietes befinden sich fünf verschiedene Bodendenkmäler. Am Großen Knetzberg liegt das Denkmal D-6-6029-0019 Wallanlage „Großer Knetzberg“ mit Höhensiedlungen der Bronzezeit, der Urnenfelderzeit, der späten Hallstattzeit, der älteren und jüngeren Latènezeit sowie der älteren römischen Kaiserzeit. Auf dem Kleinen Knetzberg befindet sich das Denkmal D-6-6029-0023 Wallanlage „Kleiner Knetzberg“ mit Höhensiedlungen der Urnenfelderzeit, der späten Hallstattzeit und der älteren Latènezeit.
Zwischen dem Hollacher und Trauberg liegt mit der Nummer D-6-6029-0020 der Burgstall am Trauberg. Im östlichen Teil des Naturwaldes sowie im Naturschutz Mordgrund befindet sich das Denkmal D-6-6029-0022. Hierbei handelt es sich um die Hügelgräber bei Zell am Ebersberg. Nördlich von dem ehemaligen Bestattungsplatz liegt der mittelalterliche Burgstall Ebersberg. Dieses Denkmal hat die Nummer D-6-6029-0001.

## Tourismus und Erreichbarkeit
Der Naturwald Knetzberge-Böhlgrund bietet aufgrund der vorhandenen Forstwegen die Möglichkeit für verschiedene Wanderungen. Der Fernwanderweg Steigerwald-Panoramaweg sowie der Schlangenweg führen durch das Großschutzgebiet. Außerdem liegt am Parkplatz Marswald ein kleiner, vom Naturwald umgebener Spielplatz. Des Weiteren führt vom Gemeindewald Eschenau ein Baumlehrpfad a nach Neuhaus, einem Gehöft, wo der Naturwald Knetzberge-Böhlgrund beginnt. Erreichbar ist das Großschutzgebiet von nahezu allen Seiten. 
Südlich des Gebietes befindet sich der Parkplatz Wotansborn, der zwischen den Naturwäldern Wotansborn und Knetzberge-Böhlgrund liegt. Westlich liegen die Parkplätze Knetzberge sowie Großer Knetzberg. Östlich des Schutzgebietes befindet sich der Parkplatz Marswald und im Norden der Parkplatz Sportplatz Zell am Main. Der Naturwald Knetzberge-Böhlgrund ist an den Wanderwegen beschildert.